# Frederic al VIII-lea al Danemarcei
Frederik al VIII-lea (Christian Frederik Vilhelm Carl), (n. 3 iunie 1843, Copenhaga, amtul Copenhaga⁠(d), Danemarca – d. 14 mai 1912, Hamburg, Imperiul German) a fost rege al Danemarcei din 1906 până în 1912. 

## Biografie
A fost fiul cel mare al regelui Christian al IX-lea și a soției lui, Louise de Hessen - și s-a născut la Copenhaga. Ca Prinț Moștenitor al Danemarcei a participat la războiul din 1864 împotriva Austriei și Prusiei și și-a asistat tatăl în guvernare. A devenit rege al Danemarcei în ianuarie 1906, după decesul lui Christian. Domnia sa a durat numai șase ani. 
În multe feluri, Frederic al VIII-lea a fost un conducător liberal care a fost în favoarea unui nou nou sistem parlamentar mai mult decât fusese tatăl său. Din cauza ascensiunii târzii la tron, a avut numai câțiva ani pentru a-și arăta abilitățile de conducător.
La întoarcerea sa de la Nisa dintr-o călătorie în Franța, regele Frederic a făcut o scurtă oprire la Hamburg și s-a cazat la hotelul Hamburger Hof. În seara zilei în care a ajuns, Frederic (incognito) s-a plimbat pe Jungfernstieg. În timp ce mergea, s-a simțit rău și s-a prăbușit pe o bancă în parc unde a murit. A fost descoperit de către un ofițer de poliție care l-a dus la spitalul Hafen, unde a fost declarat mort. Cauza morții a fost un atac de paralizie. A fost înmormântat lângă alți membri ai familiei regale daneze la Catedrala Roskilde, lângă Copenhaga.

## Familie

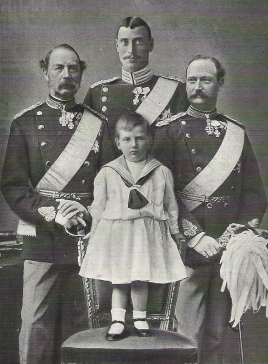
De la stânga la dreapta: Regele Christian al IX-lea, Prințul Christian al X-lea, Prințul Moștenitor Frederic al VIII-lea și micul Prinț Frederic al IX-lea în 1903.

Louise de Hessen dorea ca fiul ei cel mare să se căsătorească la fel de bine ca și cele două fiice Alexandra și Dagmar. Regina Victoria a Regatului Unit avea încă două fete nemăritate, Prințesa Elena și Prințesa Louise, iar Louise, regina Danemarcei, a încercat să-l căsătorească cu una din ele. Totuși, regina britanică nu dorea ca fiicele ei să se mărite cu moștenitori de coroană deoarece acest lucru le-ar fi forțat să trăiască în străinătate; a preferat prinți germani care au putut să se stabilească în Marea Britanie.

În plus, Victoria a fost întotdeauna pro-germană și o altă alianță daneză (sora lui Frederic, Alexandra, era măritată cu fiul cel mare al Victoriei, Prințul de Wales) nu ar fi servit intereselor sale germane.
În iulie 1868, Frederic s-a logodit cu singura fiică a regelui Carol al XV-lea al Suediei, Louise a Suediei, care avea 17 ani. Familia Prințesei Louise era înrudită prin căsătorie cu Napoleon Bonaparte. Ea aparținea dinastiei Bernadotte care domnea în Suedia din 1818, când fondatorul, Jean-Baptiste Bernadotte, unul dintre generalii lui Napoleon, a fost ales rege al Suediei sub numele Carol al XIV-lea al Suediei. Fiul lui Carol al XIV-lea, Oscar I al Suediei, s-a căsătorit cu Josephine de Leuchtenberg, nepoata primei soții a lui Napoleon, împărăteasa Josephine. Regele Oscar I și regina Josephine erau bunicii paterni ai Louisei.
Prințul Moștenitor Frederic și Louise a Suediei s-au căsătorit la Stockholm la 28 iulie 1869. Nunta a fost celebrată cu mare pompă într-un moment când Suedia era într-o stare de foamete iar zestrea prințesei a constat în lucruri fabricate în Suedia, pentru a beneficia economiei suedeză. Căsătoria a fost sugerată ca o modalitate de a crea o relație de prietenie între Danemarca și Suedia. Cele două țări au fost într-o situație tensionată după ce Suedia nu a ajutat Danemarca, în timpul războiului cu Germania în 1863.
Au avut patru fii și patru fiice.

### Copii
| Nume                                          | Portret | Date                                 | Note |  |
| --------------------------------------------- | ------- | ------------------------------------ | --- |  |
| Christian al Danemarcei Rege al Danemarcei    |         | 26 septembrie 1870 - 20 aprilie 1947 | Născut la Palatul Charlottenlund, s-a căsătorit cu Prințesa Alexandrine de Mecklenburg-Schwerin în 1898 și au avut copii.                                                   |  |
| Carl al Danemarcei Rege al Norvegiei          |         | 3 august 1872 - 21 septembrie 1957   | Născut la Palatul Charlottenlund, s-a căsătorit cu Prințesa Maud de Wales în 1896 și au avut un copil. A devenit rege al Norvegiei în 1905 sub numele de Haakon al VII-lea. |  |
| Louise a Danemarcei                           |         | 17 februarie 1875 - 4 aprilie 1906   | Născută la Palatul Amalienborg, s-a căsătorit cu Prințul Frederick de Schaumburg-Lippe în 1896 și au avut copii.                                                            |  |
| Harald al Danemarcei                          |         | 8 octombrie 1876 - 30 martie 1949    | Născut la Palatul Charlottenlund, s-a căsătorit cu Prințesa Helena Adelaide de Schleswig-Holstein-Sonderburg-Glücksburg în 1909 și au avut copii.                           |  |
| Ingeborg a Danemarcei Ducesă de Västergötland |         | 2 august 1878 - 11 martie 1958       | Născută la Palatul Charlottenlund, s-a căsătorit cu Prințul Carl, Duce de Westrogothia al Suediei și Norvegiei în 1897 și au avut copii.                                    |  |
| Thyra a Danemarcei                            |         | 14 martie 1880 - 2 noiembrie 1945    | Nu s-a căsătorit niciodată, nu a avut copii. |  |
| Gustav al Danemarcei                          |         | 4 martie 1887 - 5 octombrie 1944     | Născut la Palatul Charlottenlund, nu s-a căsătorit niciodată, nu a avut copii.                                                                                              |  |
| Dagmar a Danemarcei                           |         | 23 mai 1890 - 11 octombrie 1961      | Născută la Palatul Charlottenlund, s-a căsătorit cu Jørgen Castenskiold și au avut copii.                                                                                   |  |